# 临海体育馆
临海体育馆，又名灵湖体育馆，是中华人民共和国浙江省临海市的一个体育馆，位于灵湖畔、开发大道西侧，可容纳6000名观众，用地面积401亩，总建筑面积36135平方米。该馆设有篮球馆、羽毛球场、乒乓球场、室外健身场地等设施。体育馆由浙江省建筑设计院设计，造型似风帆又似贝壳。

## 场馆
临海体育馆位于临海市的灵湖畔，是临海市体育文化中心的一部分，位于中心的东南角，总投资1.92亿元，于2007年10月竣工。体育馆共6000座（包括活动座位1500座），分为比赛馆与训练馆两部分。比赛馆一层根据不同出入口，分为运动员区、裁判区、贵宾区、记者区与后勤工作区，有相应的功能用房。比赛馆二层为观众活动区，包括休息厅与包厢等。比赛馆内场尺寸为40米乘70米，一层看台为周边均匀分布，固定坐席9排，活动坐席6排；二层看台位于内场东西侧，与场地平行，最多处共18排。两层看台之间还设有包厢。训练馆内有一片标准篮球场，还设有多个训练用房。场馆外围还设有篮球场、健身步道、乒乓球场、羽毛球场等设施，免费向市民开放。

## 赛事与使用
临海体育馆曾举办中国第十二届全运会羽毛球预赛，这也是截至2014年浙江省承接的最高级别羽毛球比赛。2018年，中国国家藤球队曾在该体育馆进行为期半个月的集训。同年，该体育馆还举办了“雪花勇闯天涯——世界自由搏击王者争霸赛”，这也是临海历史上第一次举办真正的职业搏击赛事。该体育馆还举办过中美篮球对抗赛、中欧篮球对抗赛、中国初高中篮球联赛全国总决赛等高水平赛事。